# 城外圣文生修道院
城外圣文生修道院（Mosteiro de São Vicente de Fora）是葡萄牙里斯本的一座罗马天主教修道院，建于17世纪，是该国最重要的修道院和风格主义建筑之一。修道院内有安葬葡萄牙布拉干萨王朝君主的皇家先贤祠。

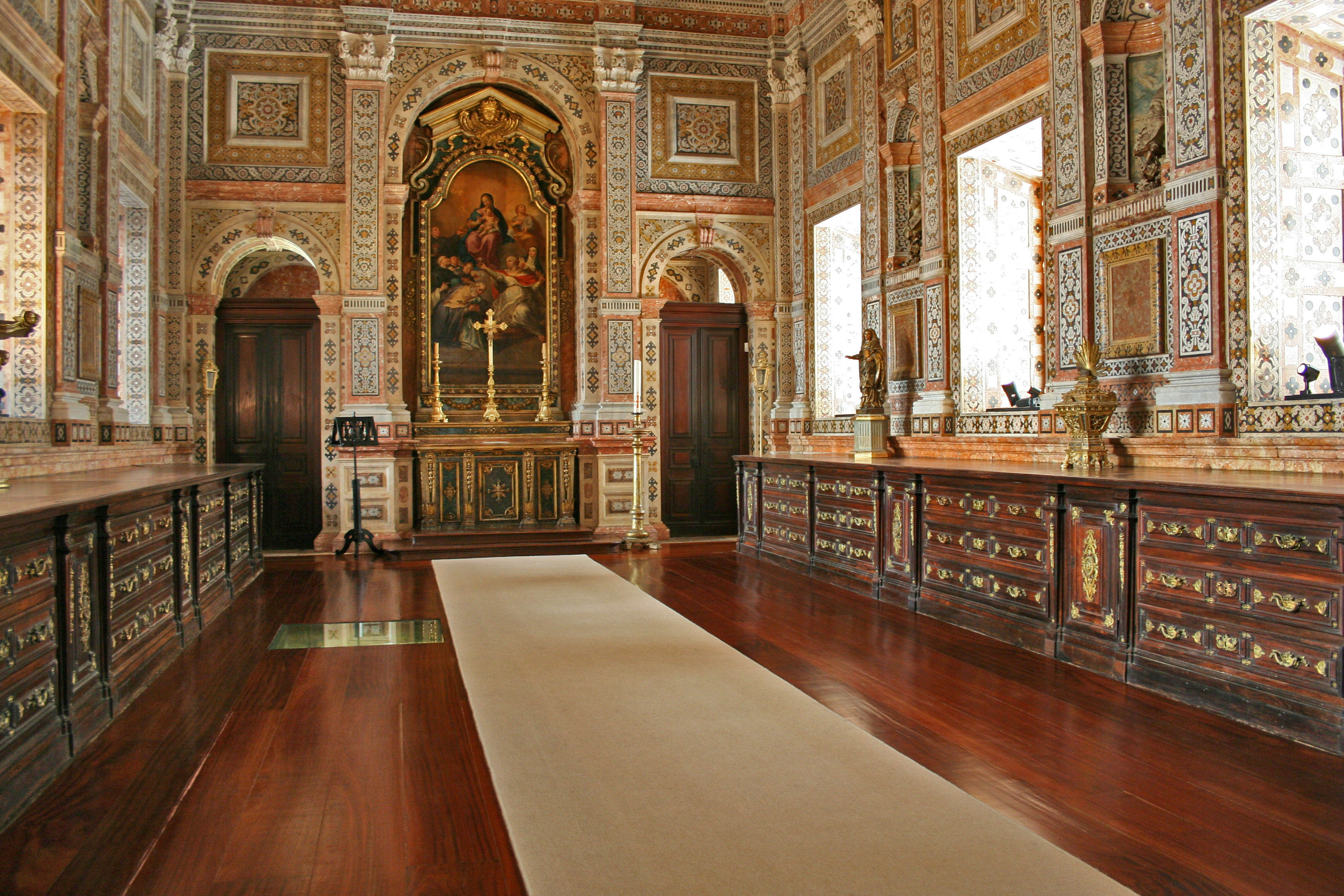
sacristy

该修院由葡萄牙开国君主国王阿方索一世创立于1147年，供奥斯定会使用，罗曼式风格，位于城墙以外，供奉里斯本的主保圣人圣文生，他的圣髑在12世纪从阿爾加維带回里斯本。
1580年，西班牙国王腓力二世继承葡萄牙王位（称腓力一世）后，于1582年重建修道院，1629年教堂完工，其他建筑到18世纪才完成。

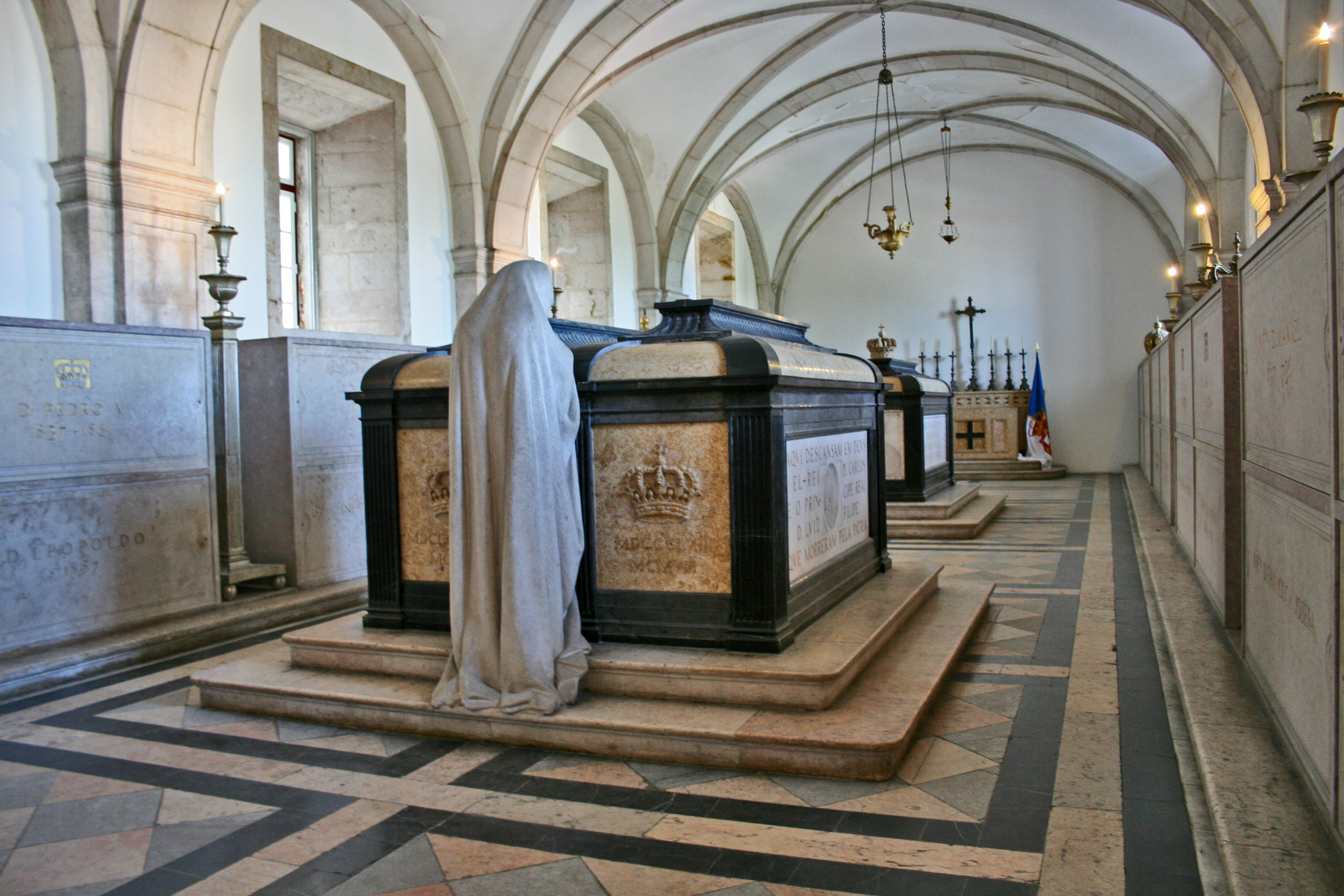
墓室

1834年，葡萄牙解散修会，该修道院遂改为里斯本总主教宫。